# Lord Carnarvon
George Edward Stanhope Molyneux Herbert, 5è comte de Carnarvon (Berkshire, 26 de juny del 1866 – El Caire, 5 d'abril del 1923), més conegut com a Lord Carnarvon, va ser un aristòcrata anglès famós pel patrocini de les diverses recerques arqueològiques i pel descobriment de la tomba de Tutankamon, la KV62 a la Vall dels Reis (Egipte).

## Biografia

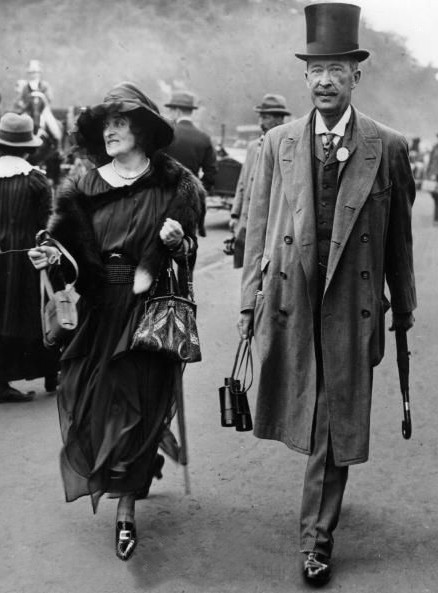
Lord i lady Carnarvon a les curses de cavalls, 1921.

Porchy", com l'anomenaven els seus amics (pel seu altre títol de Lord Porchester) va néixer al castell familiar de Highclere, a Berkshire, el 1866, provinent d'una família benestant, carregada de títols i emparentada amb la reialesa. Va estudiar a Eton College i després al Trinity College de Cambridge. El 1890, en morir el seu pare, el polític conservador Henry Herbert (4t comte de Carnarvon), va heretar el títol de Comte de Carnavon. El 1895 es va casar amb Almina Victoria Maria Alexandra Wombwell, hereva d'Alfred Rothschild, amb qui tindria, el 1898, Henry George Herbert (6è comte de Carnarvon) i, el 1901, Evelyn Leonora Almina Herbert. En aquella època Carnarvon havia acumulat una gran quantitat de deutes i la dot de la seva dona i ajudes posteriors, totes proporcionades per Alfred Rothschild, els va fer sortir de la crisi.
Durant la seva joventut, George Edward es va convertir un reputat propietari de cavalls de carreres. Aviat es va aficionar també a la conducció temerària amb els primers bòlids de la història de l'automòbil. El 1901 va patir un greu accident automobilístic prop de Bad Schwalbach (Alemanya), que li va causar greus lesions i quasi la mort, va passar per nombroses operacions de reconstrucció durant la seva vida i la seva salut en va quedar molt ressentida.

## Egiptologia

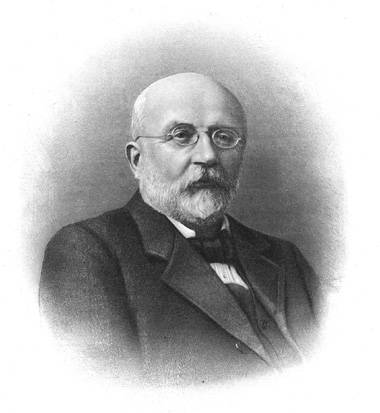
Gaston MASPERO

El 1903 i per motius de salut, Lord Carnarvon va anar a passar l'hivern a Egipte, allà es va aficionar a l'arqueologia. Com que no tenia els coneixements necessaris i tots els esforços que havia realitzat anteriorment havien estat infructuosos, es va posar a buscar algú que li dirigís les excavacions. L'aleshores director del Service d'Antiquités Egyptienne, Gaston Maspero li va recomanar Howard Carter. El 1907 Carter, qui ja havia excavat a la Vall dels Reis, es va posar a treballar per Carnarvon. Des d'aleshores i fins al 1914 Carter i el comte van estar excavant sense grans resultats. Van haver d'aturar el projecte a causa de la Primera Guerra Mundial i no va ser fins al 1917 que aconseguirien reprendre la feina. El 1921, el comte s'estava quedant sense fons per a finançar unes excavacions infructuoses i va comunicar a Carter que renunciaria a la concessió que tenien sobre la Vall dels Reis. L'egiptòleg el va convèncer d'excavar durant una última temporada, al·legant que estava segur que no podia faltar gaire per a trobar la tomba del faraó, també li va oferir al lord anglès de finançar ell mateix l'excavació. Carnarvon finalment accedí a patrocinar-lo completament una última temporada.

### El descobriment de la tomba

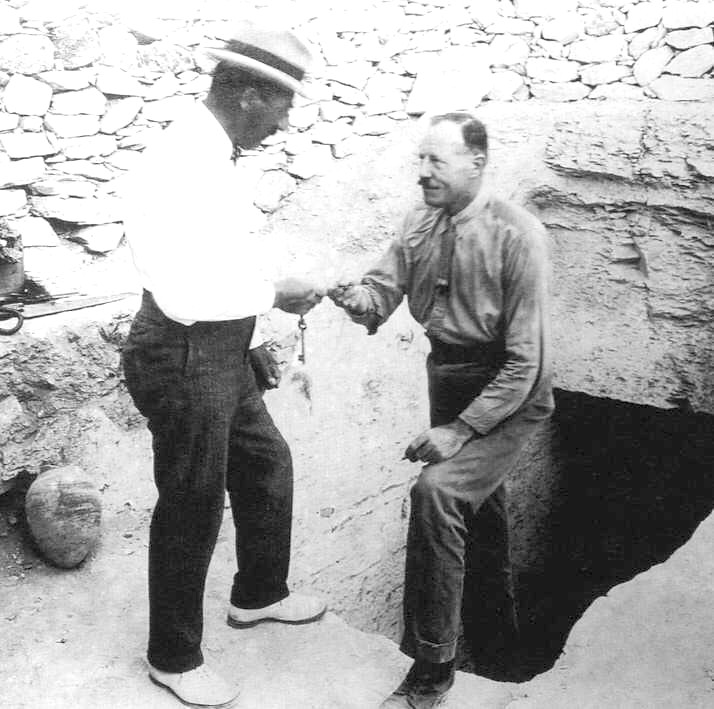
Howard Carter i Lord Carnarvon a l'entrada de la tomba de Tutankamon, 1922

L'1 de novembre del 1922 va començar l'última campanya d'excavacions. Carter optà per una zona on hi havia les restes d'unes cabanes dels artesans que havien treballat a la Vall durant l'època ramèssida. El 4 de novembre, el noi encarregat de dur aigua als treballadors de l'equip de Carter va descobrir per casualitat, mentre jugava remenant la terra amb un bastonet, el primer esglaó que du a la tomba de Tutankamon. Quan va veure què havia trobat, va córrer a avisar l'arqueòleg. Tothom es va posar a excavar frenèticament fins que van arribar a la primera porta. Carter va veure els segells intactes (més tard descobririen que no eren els segells originals) i va decidir tornar-ho a tapar tot, per a evitar uns saquejos més que probables quan s'escampés la notícia. Carter també va posar vigilància nit i dia i va enviar un telegrama urgent a Carnarvon, que havia hagut de tornar a Anglaterra, perquè vingués immediatament.
El 23 de novembre va arribar Lord Carnarvon amb la seva filla, Lady Evelyn. Es va treure la terra que cobria l'entrada i aleshores es van adonar dels segells trencats. Carter va arribar a la conclusió que la tomba havia estat oberta a l'antiguitat com a mínim dues vegades.
El 26 de novembre van poder accedir a la primera sala. Posteriorment, la tomba es va anar obrint i explorant per fases, a mesura que n'anaven fent una avaluació preliminar del contingut i que buscaven portes tapiades i trobaven noves cambres. Els objectes es van traslladar per a ser catalogats posteriorment. La catalogació dels objectes va durar uns deu anys.

## La seva mort i el mite de la "maledicció del faraó"

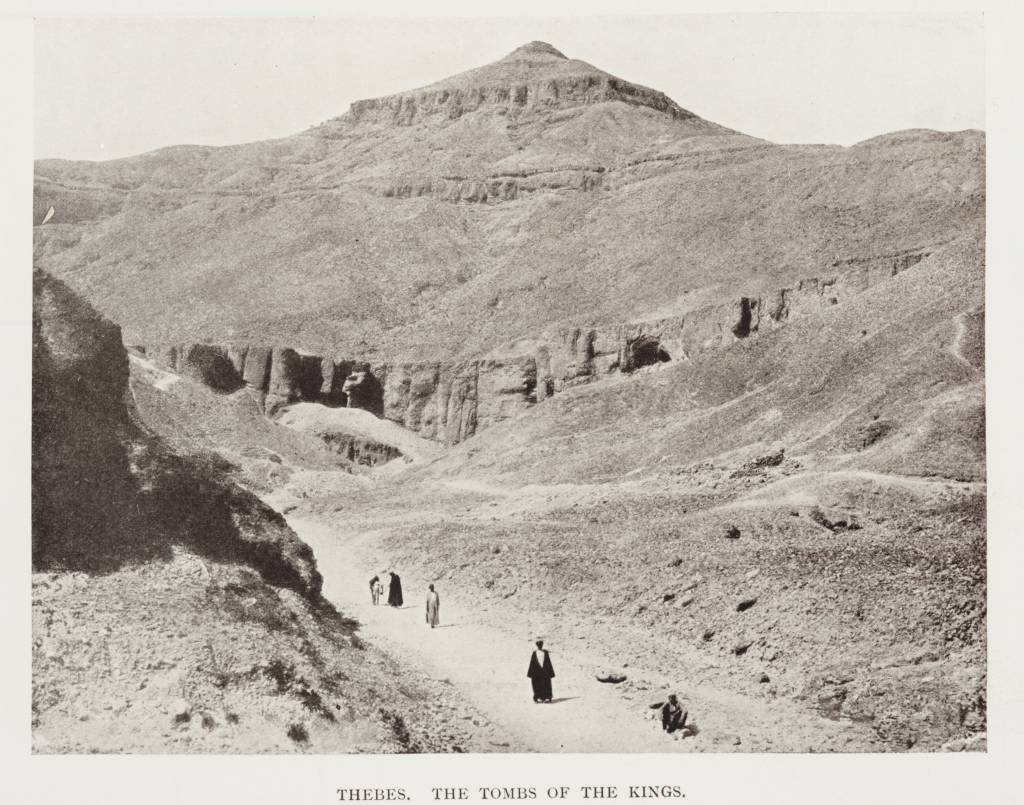
La Vall dels Reis el 1910, al fons el-Qum, la muntanya en forma de piràmide natural que corona la necròpolis de Tebes

El mite de la "maledicció del faraó" (o dels faraons), també coneguda com la "maledicció de Tutankamon" per la relació amb la seva tomba, es basa en els encanteris i conjurs que haurien fet els sacerdots egipcis, en nom del faraó, a les tombes, el resultat d'aquests sortilegis seria la mort d'aquells que s'atrevissin a profanar la tomba del rei. Sembla que la inspiració del mite prové de diverses fonts, des de la dècada de 1820, i que la seva divulgació va venir a causa de la set de notícies dels periodistes dels anys vint qui, mancats de notícies sobre el gran esdeveniment (ja que les feines d'excavació i de catalogació eren lentes), van decidir omplir pàgines amb el mite. Un dels primers a parler-ne va ser l'escriptor Conan Doyle.
La mort de Lord Carnavon és l'única que, per dates i pel context del descobriment, podria tenir alguna mena de justificació respecte a la famosa "maledicció del faraó". De fet, bona part de la llegenda es basa en això i potser en va ser el "detonant".
El comte anglès va morir a causa d'una infecció massiva d'erisipela a l'hotel Continental-Savoy del Caire el 25 d'abril del 1923, uns sis mesos després d'haver entrat a la tomba del faraó per primera vegada. L'origen de la infecció que el va matar va ser la picada d'un mosquit.
El mite de la "maledicció" s'ha emprat en llibres, pel·lícules i vídeo-jocs relacionats amb l'antic Egipte com a tema recurrent.

## La col·lecció d'antiguitats de Carnarvon

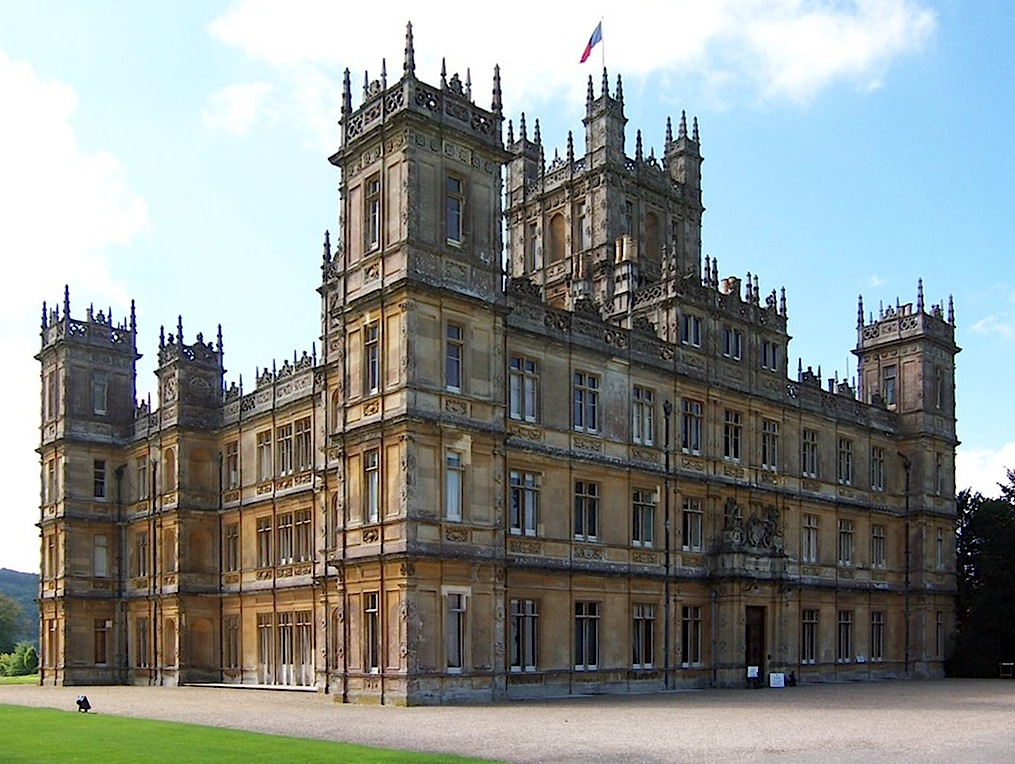
Castell de Highclere

Carnavon era un gran col·leccionista d'antiguitats, aquesta afició li venia possiblement del seu pare, qui havia estat president de la Societat d'Antiquaris. El 1907 va començar la seva col·lecció egípcia al castell de Highclere, es gastava tants diners com calgués per a aconseguir les millors peces del mercat.
Tant els hereus de Carnarvon com Howard Carter van tenir problemes amb les autoritats egípcies arran del trasllat del tresor de Tutankamon. Se'ls ha acusat de lladres de tombes i d'haver-se quedat objectes de valor que no havien estat catalogats en l'inventari oficial de l'excavació des d'aleshores i en diverses ocasions, tot i que el lord a vegades no s'ha citat per la seva mort prematura.
A principis del s.XX, quan un equip com el de Carter i Carnarvon trobava un tresor excavant legalment, el director de l'equip (i en el cas del lord també el patrocinador) se'l partia amb les autoritats egípcies i tenia permís per a vendre'l o quedar-se'l. A Carnarvon li van tocar 1218 dels objectes trobats a la tomba. Lady Carnarvon, hereva d'aquest patrimoni, si se'l volia vendre, havia de vendre'l a les autoritats angleses (representades pel Museu Britànic) per una suma irrisòria segons el testament del seu marit, si ells declinaven l'oferta, el podia vendre a un tercer pel preu que li oferissin. La senyora no volia que els anglesos se'l quedessin i el volia pels nord-americans, que li oferirien una quantitat molt superior, així que va donar al Museu Britànic només unes vint-i-quatre hores per a decidir-se, temps insuficient per a la burocràcia d'una compra similar, i quan el termini va expirar, va demanar a Howard Carter que l'ofertés al Museu Metropolità de Nova York. Els americans van acceptar els preus de Carter i es van quedar amb la col·lecció de Tutankamon.
La resta de peces de la col·lecció egípcia es van quedar perdudes a Highclere fins al 1987, en què els actuals lord i lady Carnarvon la van trobar i ara s'exposa dins del castell.

## En la cultura popular
El personatge de Carnarvon ha aparegut representat en pel·lícules, vídeojocs i en produccions de televisió.
- Al còmic de Tintin, Els cigars del faraó apareixia momificat, dins d'un sarcòfag, al costat d'altres arqueòlegs (i dels sarcòfags preparats per a en Tintin i en Milú), tots aparentment víctimes de la "maledicció del faraó".
- Harry Andrews feia de Carnavon a la producció televisiva de la Columbia Pictures "La maledicció de la tomba del rei Tut", del 1980.
- Julian Curry feia de Carnavon al documental del 1998 "Misteris d'Egipte" per a IMAX.
- Julian Wadham in the 2005 BBC docudrama Egypt.
- La protagonista de la trilogia de pel·lícules The Mummy, Evelyn Carnahan, és un homenatge a la filla de Carnarvon, Lady Evelyn Carnarvon.
- Lord Carnarvon, director de la recerca dels arqueòlegs en el videojoc clàssic Nethack.